# Faysal Bettache
Faysal Bettache (sinh ngày 7 tháng 7 năm 2000) là một cầu thủ bóng đá người Anh thi đấu ở vị trí tiền vệ cho Queens Park Rangers.

## Sự nghiệp câu lạc bộ

### Queens Park Rangers
Ngày 28 tháng 8 năm 2018 Bettache có tên trong đội hình dự bị ở vòng Hai EFL Cup 2018–19 trước Bristol Rovers, anh thay Bright Osayi-Samuel ở phút 85 để có màn ra mắt chuyên nghiệp và đội một đầu tiên.